# Snecma Propulsion Solide
 (janvier 2024).
Si vous disposez d'ouvrages ou d'articles de référence ou si vous connaissez des sites web de qualité traitant du thème abordé ici, merci de compléter l'article en donnant les références utiles à sa vérifiabilité et en les liant à la section « Notes et références ».
Snecma Propulsion Solide était une société française, filiale du groupe Safran.
Elle était située au Haillan, à proximité de l’aéroport de Bordeaux - Mérignac, au sein du bassin industriel aéronautique et spatial bordelais. Elle concevait, produisait et commercialisait des moteurs à propergol solide et des matériaux composites pour la défense, l’espace, l’aéronautique et l’industrie.
C’était un industriel de premier rang dans les programmes nationaux de défense stratégique, M45 et M51 et dans les programmes européens de lanceurs spatiaux, Ariane 5 et Vega.
Snecma Propulsion Solide était fortement engagée dans le pôle de compétitivité Aerospace Valley « Aéronautique - Espace - Systèmes embarqués » en régions Aquitaine et Midi-Pyrénées, labellisé pôle mondial par le gouvernement français en juillet 2005. Ses activités ont été intégrées par la suite dans ArianeGroup et Safran Ceramics.

## Historique
Snecma Propulsion Solide faisait partie du paysage industriel aéronautique et aérospatial bordelais depuis de nombreuses années. 
En effet, l’histoire de l’entreprise est liée à la volonté française, de construire des engins fusées qui soient capables de conquérir les ciels encore vierges des hautes altitudes, et de posséder une force de dissuasion.
En 1969, la fusion de la Société d’Études de la Propulsion par Réaction (SEPR) et de la division Engins de Snecma donne naissance à la Société européenne de propulsion (SEP).
Le 1er octobre 1971, les activités industrielles du Laboratoire de Recherches Balistiques et Aérodynamiques de Vernon sont rattachées à la Société Européenne de Propulsion. 
En 1997, après fusion avec son actionnaire unique Snecma, la SEP devient "SEP - Division de Snecma" puis « Snecma, Division SEP », puis en 2000, la Division SEP devient la Division Moteurs-Fusées de Snecma Moteurs.
En 2002, la société devient filiale de la Snecma (devenu Groupe Safran depuis 2005), et prend la dénomination sociale de Snecma Propulsion Solide.
D’importantes étapes ont rythmé la vie de l’entreprise et participé au développement de son organisation, de ses activités et de son expérience :
- 1971 : mise en service du 1er missile M1 sur le sous-marin le Redoutable
- 1972 : création du G2P (Groupement pour les Gros Propulseurs à Poudre), G.I.E. constitué entre la SEP et la SNPE
- 1979 : 1er vol d’Ariane 1
- 1981 : 1re mission en vol du moteur d’apogée MAGE 1 du satellite Meteosat 2/F2. Ariane 1 (3e lancement d’Ariane)
- 1984 : Alain Prost remporte à Rio de Janeiro le Grand Prix du Brésil, au volant d’une McLaren équipée de freins en Sepcarb
- 1985 : création d’Europropulsion, GIE à 50-50 entre la SEP et l’italien SNIA BPD, chargé du développement et de la production des Moteurs à Propergol Solide de la future Ariane 5
- 1996 : la SEP livre à Pratt & Whitney le 1er divergent déployable en composites pour le moteur cryogénique RL10B-2 destiné au 2e étage du lanceur américain Delta III
- 1997 : 1er succès d’Ariane 5
- 2006 : 1er essai en vol du missile balistique M51 - 1er essai au banc du moteur P80
- 2008 : 1er essai en vol sous-marin du missile M51

En avril 2011, la maison mère de Snecma Propulsion Solide, Safran, rachète SNPE Matériaux Énergétiques et fusionne ses deux filiales dans une nouvelle société, Herakles, en mai 2012.  
Enfin en juin 2016, les groupes Safran et Airbus décident la création d'une co-entreprise Airbus Safran Launchers (rebaptisée ArianeGroup en juin 2017) ; celle-ci reprend les activités d’Herakles dans les domaines des lanceurs spatiaux et militaires. Safran décide de conserver les compétences d'Herakles sur les composites à matrice céramique pour les hautes températures, rebaptisant l'entité résiduelle Safran Ceramics.